# Вільяріно (округ)
Округ Вільярі́но (ісп. Villarino) — адміністративно-територіальна одиниця 2-ого рівня у провінції Буенос-Айрес в центральній Аргентині. Адміністративний центр округу — Меданос.
Населення округу становить 31014 осіб (2010). Площа — 11400 кв. км.

## Історія
Округ заснований у 1886 році.

## Населення
У 2010 році населення становило 31014 осіб. З них чоловіків — 15677, жінок — 15337.

## Політика
Округ належить до 6-ого виборчого сектору провінції Буенос-Айрес.